# Рокунохе

40°36′35″ пн. ш. 141°19′29″ сх. д. / 40.60972° пн. ш. 141.32472° сх. д.
Рокунохе́ (яп. 六戸町, ろくのへまち, МФА: [ɾokunohe mat͡ɕi̥]) — містечко в Японії, в повіті Камі-Кіта префектури Аоморі. Станом на 1 жовтня 2007 площа містечка становила 84,06 км². Станом на 1 липня 2008 населення містечка становило 10 163 осіб.